# 안전 영역

PAL 화면의 안전 영역.
보이지 않는 영역
액션-세이프 영역
타이틀-세이프 영역

안전 영역 또는 세이프 에어리어(safe area)는 텔레비전 생산에서 텔레비전 화면에 보이는 텔레비전 그림의 영역을 설명하는 데 사용되는 용어이다.
구형 텔레비전은 안전 영역 외부의 공간을 최근에 만들어진 텔레비전보다 적게 표시할 수 있다. 평면 패널 화면, 플라스마 디스플레이 및 액정 디스플레이(LCD) 화면은 일반적으로 안전 영역 외부의 그림 대부분을 보여줄 수 있다.
텔레비전 생산에서 안전 영역을 사용하면 그림의 가장 중요한 부분이 대다수의 시청자에게 보이도록 보장된다.
타이틀-세이프 영역의 크기는 일반적으로 픽셀 또는 백분율로 지정된다. NTSC 및 PAL 아날로그 텔레비전 표준은 공식적인 오버스캔 양을 지정하지 않으며, 텔레비전 프로그램 제작자는 자체 지침을 사용한다.
일부 비선형 편집 시스템(NLE) 솔루션용 영상 편집 소프트웨어 패키지에는 편집 중에 안전 영역을 표시하는 설정이 있다.

## 타이틀-세이프 영역
타이틀-세이프 영역 또는 그래픽-세이프 영역은 텔레비전 방송에서 네 가장자리에서 충분히 멀리 떨어져 있어 텍스트나 그래픽이 여백을 가지고 왜곡 없이 깔끔하게 표시되는 직사각형 영역이다. 이는 화면 상 위치 및 디스플레이 유형의 최악의 경우에 적용된다. 일반적으로 모서리는 가장자리에서 더 많은 공간을 필요로 하지만, 평균 디스플레이의 품질 향상으로 인해 브라운관에서도 더 이상 문제가 되지 않는다.
콘텐츠 편집자가 모든 타이틀이 타이틀-세이프 영역 내에 있는지 확인하지 않으면, 일부 화면에서 볼 때 콘텐츠의 일부 타이틀 가장자리가 잘릴 수 있다.
텔레비전 또는 웹용 비디오를 출력할 수 있는 비디오 편집 프로그램은 타이틀-세이프 영역을 고려할 수 있다. Apple의 소비자용 NLE 소프트웨어 아이무비에서 사용자는 텔레비전용 콘텐츠의 경우 QT 여백 확인란을 선택 취소하고 컴퓨터의 퀵타임 전용 콘텐츠의 경우 선택하도록 권장된다. 파이널 컷 프로는 뷰어와 캔버스 모두에 두 개의 오버레이 직사각형을 표시할 수 있다. 내부 직사각형은 타이틀-세이프 영역이고 외부 직사각형은 액션-세이프 영역이다.
그림에서 녹색 영역은 "타이틀-세이프" 영역이라고 한다(이러한 색상은 설명용이며 텔레비전 화면에는 나타나지 않음). 이 영역은 사용자가 설정을 변경하지 않는 한 제작 시기와 상관없이 모든 텔레비전 화면에 표시된다. "타이틀-세이프"라는 용어는 로어 서드 또는 전화 번호와 같은 정보를 나열하는 전체 화면 디지털 온스크린 그래픽과 같은 텍스트를 안전하게 표시할 수 있는 곳이라는 사실에서 유래했다.

## 액션-세이프 영역
텔레비전 수상기가 어떻게 조정되는지에 따라 시청자는 타이틀-세이프 영역보다 더 큰 영역을 볼 수 있다. 액션-세이프 영역은 녹색 타이틀-세이프 영역과 그 주위를 노란색으로 표시된 직사각형으로 구성된 더 큰 직사각형이다. 2007년 기준, 대부분의 텔레비전 방송국과 네트워크는 이 영역 내에 정보를 배치한다. 이 영역은 화면 가장자리에 요소가 쌓이지 않도록 화면 가장자리 주위에 버퍼를 만들기 위해 그림 요소가 일반적으로 이 영역 밖에 유지된다는 점에서 텔레비전 화면의 "여백"으로 간주될 수 있다. 방송국이 영구적인 디지털 온스크린 그래픽을 사용하는 경우 노란색 영역의 모서리 바로 근처에 배치된다.
그러나 텔레비전 방송국이 정보를 화면 가장자리에 맞닿도록 하려는 경우 노란색 영역이 사용될 수 있다. 많은 방송국(BBC 뉴스 채널 등)은 노란색 영역의 일부에 가로로 스크롤되는 뉴스 티커를 배치한다.
액션-세이프 영역은 화면 상 위치 및 디스플레이 유형의 최악의 경우에 적용된다.

## 오버스캔
그림의 빨간색 테두리는 액션-세이프 영역 바깥쪽의 활성 그림 영역인 오버스캔을 나타낸다. 사용자가 텔레비전 설정을 변경하지 않는 한 대부분의 소비자용 텔레비전 화면에는 표시되지 않는다. 일반적으로 세트 가장자리 또는 케이블 및 기타 장비와 같이 시청자에게 보이지 않아야 할 요소를 이 영역에 배치하는 것이 안전하다고 간주된다. 그러나 일부 텔레비전 제작 직원은 시청자에게 보이고 싶지 않은 것을 이 영역에 배치하지 않는데, 빨간색 영역은 항상 전송되며 올바른 장비를 갖춘 시청자가 볼 수 있기 때문이다. 텔레비전 방송국은 일반적으로 "언더스캔" 모드로 전환할 수 있는 전문가용 모니터를 갖추고 있다. 이 모니터에는 종종 타이틀-세이프 영역과 안전 영역이 있는 곳을 보여주는 흰색 선이 포함되어 있다. 또한 개인용 컴퓨터용 TV 수신 카드 및 DVD 플레이어는 종종 전체 그림을 표시한다.
액션-세이프 영역(녹색 + 노란색)과 오버스캔 영역(빨간색)은 전체 전송된 이미지, 즉 활성 그림을 구성한다.
활성 그림 외에도 아날로그 방송 신호에는 타이밍 및 제어를 제공하는 블랭킹 영역이 포함되어 있다. MPEG-4와 같은 디지털 압축을 적용할 때 실제로 존재하는 그림만 압축하는 것이 합리적이며, 활성 그림은 액션-세이프 영역에서 사용할 수 없는 영역을 포함하여 사용된다. MPEG-2와 같은 다른 형식은 아날로그 방송과 많은 관련이 있으며 몇 가지 설정된 크기만 사용한다. 따라서 항상 활성 그림 옆에 공칭 아날로그 블랭킹을 캡처한다.
그림을 약간 다르게 표시할 수 있는 매우 다양한 텔레비전 화면이 있기 때문에 4:3 가로세로비로 제작된 프로그램은 그림이 가장자리에 검은색 영역 없이 전체 화면을 차지하도록 노란색 및 빨간색 영역에 그림 정보와 함께 전송된다.
반면 14:9 또는 16:9 가로세로비의 와이드스크린 프로그램은 4:3 텔레비전에 레터박스 막대가 나타나는 그림의 상단과 하단에 오버스캔이 없이 제작된다.